# Allium formosum
Allium formosum — вид трав'янистих рослин родини амарилісові (Amaryllidaceae), ендемік Киргизстану. Новий вид названий за його елегантне середовище проживання й красиве забарвлення оцвітини, перехідне між глибоко рожевим та пурпурним. лат. formosum — «прекрасний».

## Опис
Цибулини субкулясті, діаметром 7–8 мм, ≈ довжиною 8 мм, внутрішні оболонки трохи фіолетові, дуже тонкі, прозорі, зовнішні — світло-сірі. Цибулинки відсутні. Стеблина одинарна, завдовжки 20–25(30) см, діаметром до 1.5 мм, темно-зелена з легким фіолетовим відтінком біля основи. Листків 2(3), лінійні, не перевищують стеблини, вертикальні, до 20 см завдовжки, ≈ 1.5 мм завширшки, темно-зелені, голі. Суцвіття півсферичне, досить розлоге, із 7–30 розвиненими квітками і ≈ 5 недоразвиненими. Оцвітина чашоподібна, інтенсивно рожевувато-пурпурувата у верхніх двох третинах, при основі білувата, з темно-пурпуровими серединними жилками. Листочки оцвітини 6–7.5 мм завдовжки й 2–2.5 мм шириною, довгасті, тупі на верхівці. Пиляки ≈ 0.4 мм завдовжки, жовті.
Цвіте в липні.

## Поширення
Ендемік Киргизстану.
Можливо, вузький ендемік хребта Бабаш-Ата. Вид трапляється у низькогірній лісовій зоні (на висоті приблизно 1600–1700 м) у долинах річок, на відкритих сонячних схилах з розрідженою саванної рослинністю, захищеною камінням.